# Лата Микола Пилипович
Мико́ла Пили́пович Ла́та (*10 січня 1949) — начальник Запорізького обласного управління лісового та мисливського господарства, має почесне звання «Заслужений лісівник України».

## Біографія
Народився 10 січня 1949 року у Донецькій області.
У 1981 році закінчив Новочеркаський інженерно-меліоративний інститут.
За 38 років роботи у лісовому господарстві пройшов шлях від техніка-лісівника, помічника лісничого, лісничого, головного лісничого, з 1999 року призначений генеральним директором об'єднання «Запоріжжяліс», а з січня 2005 року працює начальником Запорізького обласного управління лісового та мисливського господарства.

## Досягнення і нагороди
- За час перебування Миколи Лати на посаді керівника «Запоріжжяліс» площа лісів у регіоні зросла вдвічі і станом на 2008 рік становила 75 тис. га.

- За значний особистий внесок у соціально-економічний, культурний розвиток Української держави, вагомі трудові досягнення та з нагоди 15-ї річниці незалежності України Латі Миколі Пилиповичу присвоєно почесне звання «Заслужений лісівник України» (Указ Президента України № 694/2006. 18 серпня 2006 року).